# Каскад ГЕС на Євфраті
Велика частина стоку Євфрату формується в гірських районах Туреччини, решта — в Сирії. На території Іраку стік річки не поповнюється, але з часів шумерів дуже активно використовується на зрошення — більша частина населення країни зосереджена в долинах Євфрату та Тигру.
У 1970-х роках Туреччина почала реалізацію амбітного проекту з розвитку Південно-Східної Анатолії, що передбачає створення на Євфраті каскаду ГЕС, а також зрошувальних систем на 1 млн.700 тис.га. Одночасно, свою програму освоєння гідроенергетичного і іригаційного потенціалу річки почала Сирія. Негайно між трьома країнами виникли тертя, аж до загрози Іраку розбомбити сирійську греблю Табка в 1975 році. Відносини між Сирією і Туреччиною через питання розділу стоку річки залишаються напруженими і донині, кілька разів ставлячи країни на межу війни один з одним.
Першою його ступінь є ГЕС Кебан, вона ж є і найстаршою (введена в експлуатацію в 1974 році).
Конструктивно ГЕС Кебан є кам'яно-накидною греблею 207 м заввишки, поєднану з бетонною водоскидною греблею досить цікавої конструкції, і пригребельною будівлею ГЕС, вода до якого подається по протяжним водогонам. Потужність ГЕС — 1330 Мвт (8 гідроагрегатів). Гребля створила велике водосховище площею 675 км² і об'ємом 30,6 км³. При створенні водосховища було переселено 25000 чоловік, проводилися масштабні археологічні роботи.
Другий ступінь на Євфраті — Каракая, в дії з 1987 році. Бетонна арочно-гравітаційна гребля 173 м заввишки, потужність ГЕС — 1800 Мвт (6 гідроагрегатів). Водосховище має площу 298 км², об'єм — 9,5 км. Має конструктивну особливість ГЕС — розміщення машинного залу прямо в тілі греблі, під водоскидами.
Найпотужнішою ГЕС на Євфраті (і в Туреччині взагалі) є Ататюрк — 2400 МВт. В дії з 1992 року. Це кам'яно-накидна гребля висотою 169 м, з потужним поверхневим водоскидом і пригребельною будівлею ГЕС. Утворене греблею водосховище (водосховище греблі Ататюрка) — найбільше на Євфраті і в Туреччині, його площа — 817 км², а об'єм — 48,7 км³. При створенні водосховища довелося переселити 55 тисяч осіб. Крім енергетики, водосховище активно використовується для зрошення, вода з нього подається в іригаційні системи Шанлиурфа по двох тунелях завдовжки 26 км і діаметром 7,6 м кожен.
Четвертий ступінь на Євфраті — Биреджик, в дії з 2000 року. Земляна гребля 62,5 м заввишки з бетонною станційною і водоскидною частиною. Потужність — 672 МВт (6 гідроагрегатів).
Остання ГЕС на турецькій частині Євфрату — Каркамиш, в дії з 2000 року. Це типова руслова ГЕС потужністю 189 МВт, висота греблі — 21 м.
На сирійській частині каскаду, верхнім ступенем (або шоста за загальним рахунком) є ГЕС Тішрін, в дії з 1999 року. Склад споруд — кам'яно-накидна гребля заввишки 40 м, руслова будівля ГЕС. Потужність ГЕС — 630 МВТ (6 гідроагрегатів). Об'єм водосховища — 1,3 км³.
Розташована нижче ГЕС Табка є найбільшою ГЕС Сирії. Її потужність — 824 МВт (8 гідроагрегатів). Будувалася вона в 1968-73 роках за активної допомоги СРСР. Конструктивно складається з земляної греблі максимальною висотою 60 м, водоскидних греблі Гребля ГЕС утворює велике водосховище (водосховище греблі Табка) площею 610 км² і об'ємом 11,7 км³, при створенні якого було переселено понад 4000 родин і виконені масштабні археологічні розкопки.
Нижче від ГЕС Табка розташований її контррегулятор — ГЕС Ель-Баас, побудована в 1983-88 роках. Це найменша ГЕС на Євфраті, має потужність 81 МВт (3 гідроагрегати). Типова руслова ГЕС з насипною греблею висотою 14 м.
На початок ХХІ сторіччя, планується гідроенергетичний комплекс Халябі-Залябія.
На території Іраку збудована ГЕС Хадіта, побудована у 1977 — 1987, вартістю US$830,000,000. Гребля має 9,064 м завдовжки і 57 м заввишки. Потужність — 660 MW.
Також на території Іраку побудовані греблі: Багдадська, Фаллуджа, Хаммураппі, Рамаді, Хіндія.

## Ресурси Інтернету
- GAP official website [Архівовано 1 травня 2012 у Wayback Machine.]